# Malouf

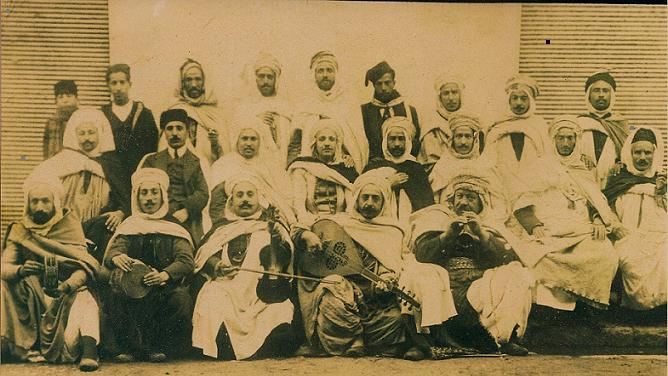
Orquesta de malouf, Constantine, Argelia, con Hamou Fergani al violín; sentados de izquierda a derecha: (Au Târ?); Belamri (derbouka); Hamou Fergani (violín), Bencharif (laúd) y Yocef Benzartí (zorna).

Malouf es uno de los tipos de música difundidos en el Magreb, especialmente Argelia, Túnez, Libia, y el origen de la palabra es "familiar" al relajarse Hamzah, que es un término utilizado para música clásicos por Magreb con sus secciones seculares y religiosas relacionadas con las alabanzas de la carretera Sufi, que es No se adhiere a la formulación pesos rimas, este arte se instaló en los países del Magreb.
Herencia lírica en sus textos literarios, pesos rítmicos y santuarios musicales que fueron heredados por países de África del Norte en Al-Ándalus, desarrollados, refinados y cuyo material organizativo consiste en poesía Y Muwashahat Y Azajal Al-Dobait Al-Quma, con la adición de adiciones melódicas, o sistemas locales, que combinaban el círculo de la melodía y el ritmo, y de lo que tomaron prestado Textos orientales y melodías. El hechizo de Andalucía se considera la plantilla más importante en lo familiar.

## Sitios externos
- Familiarización con arte familiar y ocasiones
- París escucha a Muhammad Uribi, el maestro del Malouf libio
- muestra del conocido
- Al-Malov Constantine Is His Origins Jewish?

 Argelia